# Raymond Impanis
Raymond Impanis (Berg, 19 oktober 1925 – Vilvoorde, 31 december 2010) was een Belgisch wielrenner. Zijn bijnaam was het bakkertje van Berg.
Het verhaal gaat dat hij door zijn moeder, die onbekend bleef, te vondeling gelegd werd in een biezen mand op de stoep van de kerk van Berg alwaar hij door de plaatselijke pastoor gevonden werd die vervolgens de bakker van Berg de opdracht gaf om zich over het kind te ontfermen. Het kind zou dan de achternaam Impanis, hebben gekregen, potjeslatijn voor in een brood. De veronderstelling dat Raymond Impanis of zijn vader vondelingen waren, berusten evenwel op een misverstand. Raymond Impanis zag het levenslicht in een bakkersfamilie. Hij erfde zijn ongewone Vlaamse familienaam van zijn grootmoeder.
Impanis was prof van 1947 tot 1963. Zijn grootste successen kende hij tot 1960. Hij won klassiekers als de Ronde van Vlaanderen, Parijs-Roubaix (die hij evenals Servais Knaven 16 maal uitreed, een record), Gent-Wevelgem en de Waalse Pijl, en was tweemaal eindwinnaar in Parijs-Nice. Opmerkelijk is wel dat Impanis nooit Luik-Bastenaken-Luik won; hij werd wel viermaal tweede, in 1947, 1948, 1954 en 1955. Een val in 1942 tijdens een wedstrijd in Tremelo zorgde ervoor dat hij zijn rechterarm amper nog kon buigen. Eén record staat nog steeds alleen op zijn naam: bij zijn debuut in de Tour in 1947 - hij was toen 21 jaar - won hij de langste individuele tijdrit die ooit in de Tour werd gereden. Het was een rit tussen Vannes en Saint-Brieuc over 139 kilometer.
Op 12 mei 1999 werd hij benoemd tot ereburger van Kampenhout. Zijn naam is verbonden aan de Grote Prijs Raymond Impanis, tussen 1982 en 1993 een wedstrijd voor beroepsrenners. Vanaf 2006 tot 2010 werd het een wedstrijd voor eliterenners zonder contract en beloften, georganiseerd door de plaatselijke Wielerclub Kampenhout. Vanaf 2011 is het weer een volwaardige profkoers, maar wordt nu verreden onder de benaming Primus Classic Impanis-Van Petegem. Deze wedstrijd is opgenomen in de UCI Europe Tour.
Samen met zijn zoon Ben zorgde hij voor de radioverbindingen voor de Koninklijke Belgische Wielrijdersbond tijdens belangrijke nationale wielerwedstrijden.
Impanis overleed op 31 december 2010 in Vilvoorde op 85-jarige leeftijd, na een slepende ziekte.

## Belangrijkste overwinningen
1947
- 5e etappe Ronde van België
- 19e etappe Ronde van Frankrijk

1948
- 9e etappe Ronde van Frankrijk
- 10e etappe Ronde van Frankrijk

1949
- Dwars door Vlaanderen
- 3e etappe Ronde van België

1950
- 5e etappe Ronde van België

1951
- 1e etappe Dwars door Vlaanderen
- Eindklassement Dwars door Vlaanderen

1952
- 3e etappe deel B Parijs-Nice
- Gent-Wevelgem
- Ronde van Haspengouw

1953
- Gent-Wevelgem

1954
- Parijs-Roubaix
- Ronde van Vlaanderen
- 2e etappe Parijs-Nice
- Eindklassement Parijs-Nice

1957
- Waalse Pijl
- GP Stan Ockers

1960
- Eindklassement Parijs-Nice

## Resultaten in voornaamste wedstrijden
| Jaar | Ronde van Italië | Ronde van Frankrijk | Ronde van Spanje |
| ---- | ---------------- | ------------------- | ---------------- |
| 1947 |                  | 6e (1)              |                  |
| 1948 |                  | 10e (2)             |                  |
| 1949 |                  | opgave              |                  |
| 1950 |                  | 8e                  |                  |
| 1951 | opgave           |                     |                  |
| 1952 | 25e              |                     |                  |
| 1953 |                  | 23e                 |                  |
| 1954 | opgave           |                     |                  |
| 1955 |                  | 13e                 |                  |
| 1956 |                  | 33e                 | ↑                |
| 1957 | 7e               |                     |                  |
| 1958 |                  |                     |                  |
| 1959 |                  |                     |                  |
| 1960 | 40e              |                     |                  |
| 1961 | opgave           |                     |                  |
| 1962 |                  |                     |                  |
| 1963 |                  | 66e                 |                  |

| Jaar | Milaan-San Remo | Gent-Wevelgem | Ronde van Vlaanderen | Parijs-Roubaix | Luik-Bast.‑Luik | Ronde van Lombardije | Waalse Pijl |  | WK op de weg |  | Wereldranglijsten |
| ---- | --------------- | ------------- | -------------------- | -------------- | --------------- | -------------------- | ----------- |  | ------------ |  | ----------------- |
| 1947 |                 |               | 14e                  | 4e             | Zilver          |                      |             |  |              |  |                   |
| 1948 |                 | 4e            | 4e                   | 21e            | ↑               |                      |             |  | 9e           |  |                   |
| 1949 |                 |               | 5e                   | 12e            | 23e             |                      |             |  | 19e          |  |                   |
| 1950 | 9e              | 16e           |                      |                |                 |                      | Zilver      |  |              |  | 6e (CDC)          |
| 1951 | 5e              |               | 7e                   | 6e             | 12e             |                      | 10e         |  |              |  | 9e (CDC)          |
| 1952 | 21e             | Goud          |                      | 22e            | 13e             | 51e                  | Brons       |  |              |  | 9e (CDC)          |
| 1953 | 6e              | Goud          |                      | 7e             | 10e             |                      | 5e          |  |              |  | 9e (CDC)          |
| 1954 |                 |               | ↑                    | ↑              | Zilver          |                      | 7e          |  |              |  | (CDC)             |
| 1955 | 17e             | Brons         |                      | 5e             | Zilver          |                      | 32e         |  |              |  | 7e (CDC)          |
| 1956 | 11e             | 8e            | 11e                  | 44e            |                 |                      |             |  |              |  |                   |
| 1957 |                 | 12e           | 21e                  | 6e             |                 | 5e                   | Goud        |  | 20e          |  | (CDC)             |
| 1958 | 10e             | 11e           | 41e                  | 9e             | 5e              |                      | 6e          |  |              |  | 21e (CDC)         |
| 1959 | 35e             | 23e           | 17e                  | 10e            | 24e             | 21e                  | 17e         |  |              |  |                   |
| 1960 | 67e             |               | 8e                   | 10e            |                 | 94e                  |             |  |              |  |                   |
| 1961 | 47e             | Zilver        | 31e                  | 20e            | 25e             |                      | 28e         |  |              |  |                   |
| 1962 |                 | 55e           | 23e                  | 9e             |                 |                      | 13e         |  |              |  |                   |
| 1963 |                 | 43e           |                      | 40e            |                 |                      | 30e         |  |              |  |                   |

Wielerploegen van Raymond Impanis
Baudechon ·
Belmonte ·
Bertrán ·
Botella ·
Campillo ·
Company ·
Couvreur ·
Desmet ·
Fischerkeller ·
Galdeano ·
Hoevenaars ·
Impanis ·
Junkermann ·
Kerckhove ·
Loroño ·
Mas ·
Michiels ·
Moreno ·
Mostajo ·
Pacheco ·
Pérez ·
Schils ·
Schroeders ·
Sorgeloos ·
Theuns ·
Timoner ·
Utset · 
Van Looveren · 
Van Looy ·
Van Meenen ·
Verplaetse ·
Vloeberghs
Bahamontes ·
Belmonte ·
Bertrán ·
Botella ·
Coekaerts ·
Company ·
Derboven ·
Galdeano ·
Herrero ·
Horemans ·
Impanis ·
Kerckhove ·
Manzaneque ·
Masip ·
Moreno ·
Pacheco ·
San Emeterio ·
Schroeders ·
Soler ·
Sorgeloos ·
Suárez ·
Timoner ·
Utset · 
Van Looveren · 
Van Looy  ·
Van Meenen ·
Vanderlinden
Baens ·
Botella ·
Derboven ·
Desmet ·
van Est ·
Fischerkeller ·
García ·
A. Gómez del Moral ·
J. Gómez del Moral ·
Haelterman ·
Herrero ·
Impanis ·
Kerckhove ·
Mas ·
Moreno ·
Post ·
Proost ·
Quesada ·
Rosa ·
Santiago Montilla ·
Schroeders ·
Seco ·
Soler ·
Sorgeloos ·
Tomas ·
Tortellá ·
Vanden Bogaert · 
Van Genechten ·
Van Looveren · 
Van Looy  ·
Van Tongerloo ·
Vanderlinden · 
van de Ven
Andries ·
Baens ·
Baeyens ·
Bocklant ·
Boonen ·
Borra ·
Couchez ·
Da Rugna ·
Deloof ·
De Pré ·
A. Dekkers ·
P. Dekkers ·
Delameilleure ·
Derboven ·
Desmet ·
van Est ·
Foré ·
Grondelaers ·
Henckaerts ·
Impanis ·
Janssens ·
Nijdam ·
Nys ·
Ongenae ·
Planckaert ·
Post ·
Roman ·
Samyn ·
Schroeders ·
Sorgeloos ·
Stevens ·
Vandaele ·
Vanden Bogaert · 
Van den Broeck ·
Vangeneugden · 
Van Looy  ·
Van Tongerloo ·
Vandecaveye · 
van de Ven · 
Zilverberg
Baele ·
Baldasseroni ·
Beaufrère ·
Bracke ·
Cerami ·
Colette ·
Daems ·
Descombin ·
Duez ·
Forestier ·
Gabard ·
Gaignard ·
Gaul ·
Giscos ·
de Haan ·
Hamon ·
Hocquaux ·
Hoevenaars ·
Impanis ·
Kunde ·
Lach ·
Le Hec ·
Le Lan ·
Le Mellec ·
Lewicki ·
Mastrotto ·
Mathy ·
Monty ·
Morn ·
Nédélec ·
Paillier ·
Rentmeester ·
Robinson ·
Rohrbach ·
Ruby · 
Schoubben ·
Scob ·
Simon ·
Simpson ·
Tymen ·
Valdois ·
Vallée ·
Vanderveken ·
Vannitsen ·
Viot ·
Walryck ·
Wolfshohl